# ノーバディーズ・パーフェクト
ノーバディーズ・パーフェクト (Nobody's Perfect) はイングランドのロックバンド、ディープ・パープルが1988年に発表したライブ・アルバム。

## 解説
1984年に第2期のメンバーが再結集して始動した第5期ディープ・パープルは、1987年に第2弾『ハウス・オブ・ブルー・ライト』を発表し、ヨーロッパとアメリカでツアーを行なった。本作はこのツアーからの音源を収録したもので、第2期の『ライヴ・イン・ジャパン』（1972年）の収録曲を中心に、第5期の第1弾『パーフェクト・ストレンジャーズ』（1984年）と『ハウス・オブ・ブルー・ライト』の収録曲が組み込まれたツアーのセット・リストを反映している。また結成20周年を記念して演奏された第1期のデビュー・シングル曲「ハッシュ」も収録された。
「ハード・ラヴィン・ウーマン」のギター・ソロでは「アンダー・ザ・ガン」のフレーズが現れる。「ストレンジ・ウーマン」では『ジーザス・クライスト・スーパースター』の歌が入る。「ウーマン・フロム・トーキョー」は途中からバディ・ホリーの"エヴリディ"へと変わる。

## 収録曲
1988年に発表されたLP、カセットテープ、CDは収録曲が異なっていた。
- LPは「デッド・オア・アライヴ」を除く13曲[1]。
- カセットテープは「バッド・アティテュード」を除く13曲[2]。
- CDは「デッド・オア・アライヴ」「バッド・アティテュード」「スペース・トラッキン」の3曲を除く11曲[3]。

1999年発表の2枚組リマスターCDには、上記のLP、カセットテープ、CDの収録曲を全て網羅した以下の14曲が収録された。

### DISC 1
1. ハイウェイ・スター - Highway Star　6分10秒
2. ストレンジ・ウーマン - Strange Kind of Woman　7分34秒
3. デッド・オア・アライヴ - Dead or Alive　7分05秒
4. パーフェクト・ストレンジャーズ - Perfect Strangers　6分25秒
5. ハード・ラヴィン・ウーマン - Hard Lovin' Woman　5分03秒
6. バッド・アティテュード - Bad Attitude　5分30秒
7. ノッキング・アット・ユア・バック・ドア - Knocking at Your Back Door　11分24秒

### DISC 2
1. チャイルド・イン・タイム - Child in Time　10分36秒
2. レイジー - Lazy　5分10秒
3. スペース・トラッキン - Space Truckin' 　6分03秒
4. ブラック・ナイト - Black Night　6分06秒
5. ウーマン・フロム・トーキョー - Woman from Tokyo　4分00秒
6. スモーク・オン・ザ・ウォーター - Smoke on the Water　7分46秒
7. ハッシュ - Hush　3分32秒

## メンバー
- リッチー・ブラックモア Ritchie Blackmore - ギター
- イアン・ギラン Ian Gillan - ボーカル
- ジョン・ロード Jon Lord - オルガン
- ロジャー・グローヴァー Roger Glover - ベース
- イアン・ペイス Ian Paice - ドラムス